# Roger Menu
Roger Menu, né le 3 janvier 1910 à Épernay et mort le 19 août 1970 à Morlaix, est un homme politique français. Fils de cheminot et d'une mère employée des vignes, il est l'ainé d'un famille de trois enfants.

## Biographie
À 13 ans, il intègre la Compagnie des chemins de fer de l'Est comme apprenti chaudronnier. Plus tard, il enseignera la pratique de la chaudronnerie au centre d'apprentissage de la société.
En juin 1938, il devient secrétaire de l'union locale de la CFTC. Il participe aussi à des mouvements chrétiens comme le Mouvement populaire des familles mais aussi la Jeunesse ouvrière chrétienne où il rencontre sa femme.
Militant au Mouvement républicain populaire, il devient conseiller municipal d’Épernay en mai 1945 avant d'en devenir maire en avril 1948. Pendant son mandat, il participe à la création du quartier des Vignes Blanches, la piscine et la salle des fêtes (qui se trouve dans le parc portant son nom aujourd’hui).

## Détail des fonctions et des mandats

### Mandats locaux
- mai 1945 : Conseiller municipal d’Épernay
- avril 1948 - 1970 : Maire d’Épernay
- 1949 - 1967 : Conseiller général de la Marne

### Mandats parlementaires
- 8 décembre 1946 - 26 avril 1959 : Conseiller de la République puis Sénateur de la Marne
- 26 avril 1959 - 19 août 1970 : Sénateur de la Marne